# Новый Рай
Но́вый Рай — посёлок в Дмитровском районе Орловской области. Входит в состав Столбищенского сельского поселения.

## География
Расположен в 17 км к северо-востоку от Дмитровска и в 1 км от границы с Сосковским районом. Высота населённого пункта над уровнем моря — 261 м.

## История
В 1920-е — 1930-е годы посёлок упоминается под названиями Весёлый и Спорный. В 1926 году в посёлке было 11 хозяйств крестьянского типа, проживало 66 человек (31 мужского пола и 35 женского). В то время Новый Рай  входил в состав Столбищенского сельсовета Лубянской волости Дмитровского уезда Орловской губернии. С 1928 года в составе Дмитровского района. В 1937 году в посёлке было 17 дворов. Во время Великой Отечественной войны, с октября 1941 года по август 1943 года, находился в зоне немецко-фашистской оккупации (территория Локотского самоуправления). Останки солдат, погибших в боях за освобождение Нового Рая, после войны были перезахоронены в братской могиле села Столбище.

## Население
| Годы      | 1926 | 1981 | 2002 | 2010 |
| --------- | ---- | ---- | ---- | ---- |
| Население | 66   | 20   | 3    | ↘0   |